# Шахтоуправління «Волинське»
ДВАТ "Шахтоуправління «Волинське». Входить до ДХК «Торезантрацит». Розташована у смт. Розсипне, Торезька міськрада, Донецької області.
Включає 3 шахти: 
- «Яблунева»,
- «Річкова»,
- «Розсипна-2».

Фактичний видобуток 1628/494 т/добу (1990/1999). У 2003 р. видобуто 145 тис.т.
Максимальна глибина 730/270 м (1990/1999). Протяжність підземних виробок 92,3/76,4 км (1990/1999). У 1990/1999 розробляла відповідно 7/5 пластів потужністю 0,6-0,97/0,72-2,09 м, кути падіння 37-49/43-55°.
Кількість очисних вибоїв 10/3, підготовчих 17/7 (1990/1999).
Кількість працюючих: 2775/1173 осіб, в тому числі підземних 1657/609 осіб (1990/1999).
Адреса: 86691, смт. Розсипне, м. Торез, Донецької обл.